# Инчхон (мост)
Инчхон-тэгё (кор. 인천대교, буквально «Большой мост Инчхон») — вантовый мост через залив Кёнгиман, соединяющий город Сонгдо с международном аэропортом Инчхон города-метрополии Инчхон, Республика Корея. Это самый длинный мост в стране, 32-й в мире. Общая длина моста составляет 21384 м. Высота — 230,5 м. Является одним из символов Инчхона. Строительство началось в 2005 году, и было завершено в октябре 2009 года.